# Lamèch (cráter)
Lamèch es un pequeño cráter de impacto lunar que se encuentra al suroeste del prominente cráter Eudoxus, en el borde oriental de los Montes Caucasus.
|  |

Se trata de un impacto circular con forma de cuenco. Las paredes interiores descienden hasta una pequeña plataforma central que mide aproximadamente una cuarta parte del diámetro del cráter. Esta formación no presenta muestras de erosión notables, y carece de otros aspectos reseñables.